# Andreas Seyfarth
Andreas Seyfarth (Múnic, 6 de novembre de 1962) és un autor de jocs de taula d'estil europeu (eurogames), conegut fonamentalment com a creador del joc Puerto Rico, que ha arribat a assolir la sisena posició en el rànquing de BoardGameGeek. L'any 2002, aquest mateix joc va obtenir el prestigiós premi Deutscher Spiele Preis.
Seyfarth també ha rebut dues vegades el premi Spiel des Jahres: el 1994 per Manhattan i el 2006 per Thurn und Taxis, aquest últim guanyador també de Meeples' Choice Award d'aquell mateix any.

## Jocs destacats
- Spiel des Friedens (1993)
- Manhattan (1994)
- Waldmeister (1994)
- Puerto Rico (2002)
- San Juan (2004)
- Thurn und Taxis (2006), con Karen Seyfarth
- Airships (2007)
- Treasure Chest (2009)